# Aleksander Skorupa
Aleksander Marek Skorupa (* 12. Dezember 1955 in Brzeg Dolny) ist ein polnischer Politiker der Platforma Obywatelska. Er gehörte von 2007 bis 2010 dem Sejm in dessen VI. Wahlperiode an und war anschließend bis 2014 Woiwode der Woiwodschaft Niederschlesien.

## Leben und Beruf
Skorupa hat das Studium der Mathematik an der Technische Hochschule Breslau mit einem Magister abgeschlossen. Anschließend war er bis 1990 im Kupferforschungswerk „Cuprum“ des Bergbaukonzerns KGHM Polska Miedź als Mitarbeiter des Forschungslabors im Bereich Oberflächenschutz beschäftigt.
Aleksander Skorupa ist verheiratet.

## Politik
1990 wurde er Bürgermeister Brzeg Dolnys und blieb in dieser Position die folgenden 17 Jahre. Im Jahr 1991 trat er dem Kongres Liberalno-Demokratyczny bei, welcher 1994 nach der Fusion mit der Unia Demokratyczna in der Unia Wolności aufging. 1994 bis 1998 war er Mitglied des Stadtrates von Breslau und anschließend bis 2002 im Sejmik der Woiwodschaft Niederschlesien. 2001 trat Skorupa in die Platforma Obywatelska ein. Bei den Sejmwahlen 2001 trat er noch erfolglos für seine neue Partei an. Bei den vorgezogenen Parlamentswahlen 2007 kandidierte er im Wahlbezirk 3 Breslau und konnte mit 4851 Stimmen in den Sejm einziehen. Im Sejm arbeitet er (2008) in den Kommissionen für Verwaltung und Internes sowie öffentliche Finanzen. Am 28. Dezember 2010 wurde Aleksander Skorupa durch Donald Tusk zum Wojewoden Niederschlesiens ernannt und legte daraufhin sein Mandat für den Sejm nieder. Bei den Selbstverwaltungswahlen 2014 und Selbstverwaltungswahlen 2018 wurde er jeweils in den niederschlesischen Seijmik gewählt. Bei der Parlamentswahl 2015 bemühte er sich vergeblich um eine Rückkehr in den Sejm.

## Ehrungen
- 2005 Silbernes Verdienstkreuz der Republik Polen[10]
- 2015 Ritterkreuz des Ordens Polonia Restituta[11]